# Lachówka Duża
Lachówka Duża – wieś w Polsce położona w województwie lubelskim, w powiecie bialskim, w gminie Zalesie.
| SIMC    | Nazwa     | Rodzaj    |
| ------- | --------- | --------- |
| 1025031 | Podsętków | część wsi |

W latach 1975–1998 miejscowość administracyjnie należała do województwa bialskopodlaskiego.
Wieś jest sołectwem w gminie Zalesie. Według Narodowego Spisu Powszechnego z roku 2011 wieś liczyła 239 mieszkańców.
Wierni Kościoła rzymskokatolickiego należą do parafii Przemienienia Pańskiego w Horbowie.

## Historia
Lachówka, wieś w powiecie bialskim, gminie Dobryń, parafii Piszczac (parafia ruska Horbów). W 1827 r. było tu 12 domów i 78 mieszkańców. W 1883 roku domów było 26, mieszkańców 219. Na gruncie 564 mórg. 
Wieś wchodziła w skład dóbr rządowych Horbów pochodzących z konfiskaty majątku ks. Adama Czartoryskiego, składały się na nie wówczas  folwark Horbów, wieś Horbów i wsie Lachówka, Zalesie i Kłoda. Według szacunku hipotecznego z roku 1842 wartość dóbr  wynosiła około 1 180 000 złotych polskich. Dobra te jeżeli nie w całości to w znacznej części uległy podziałowi na donacje.